# Chlorops melanoleucus
Chlorops melanoleucus är en tvåvingeart som beskrevs av Seguy 1949. Chlorops melanoleucus ingår i släktet Chlorops och familjen fritflugor. Inga underarter finns listade i Catalogue of Life.